# Canal d'Òtranto
El canal d'Òtranto (Albanès: Ngushtica e Otrantos; italià: Canale d'Otranto; croat: Otrantska Vrata) és un estret de la mar Mediterrània que separa les penínsules Itàlica i Balcànica. D'altra banda, uneix les mars Adriàtica, que queda al nord del canal, i la Jònica, al sud. Té una llargada de 105 km i una amplada que va dels 72 als 140 km. L'estret rep el nom de la ciutat italiana d'Òtranto.

## Entorn
A l'est de l'estret hi ha les costes de la regió italiana de la Pulla que acaba a la península del Salento. Actualment forma part de la província italiana de Lecce però, durant molts segles va conformar la Terra d'Òtranto del Regne de Nàpols. La capital, Òtranto és situada a la part més estreta del canal al qual va donar el nom.

Escut de la Terra d'Otranto

A l'oest, a la costa d'Albània, la ciutat més important és Valona, Vlorë en albanès, segon port del país.

## Història
Des de l'antiguitat, l'estret d'Otranto va tenir una importància estratègica vital. Els romans l'utilitzaven per transportar les seves tropes cap a l'est. Les legions van marxar cap a Brundisium (ara Bríndisi), només van fer un viatge per mar d'un dia al territori modern d'Albània i després van poder moure's cap a l'est seguint la Via Egnàcia.

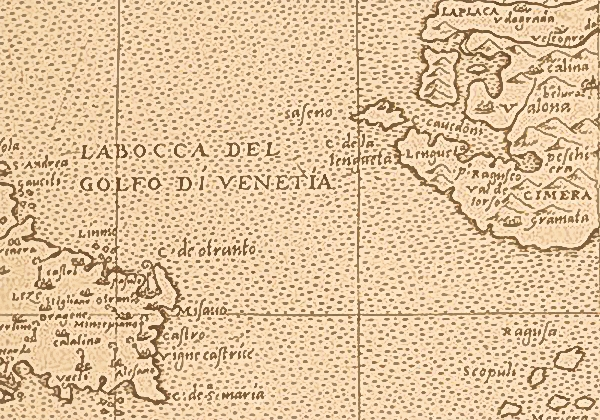
L'estret d'Otranto en un mapa de la primeria del

Durant la Primera Guerra Mundial el control del canal va tenir força importància estratègica perquè les flotes aliades d'Itàlia, França i el Regne Unit hi van poder impedir que les naus de l'Imperi Austrohongarès poguessin entrar a la Mediterrània i participar en les batalles navals. El bloqueig va ser conegut com el Bloqueig del canal d'Òtranto.
No obstant això, el bombardeig va ser notòriament ineficaç contra els submarins alemanys i austríacs que operaven des de l'Adriàtic, que havien de afectar les potències aliades durant la major part de la guerra a tot el Mediterrani.
El 1992, Albània i Itàlia van signar un tractat que delimitava el límit de la plataforma continental entre els dos països de l'estret. Sigui com sigui, els drets d'administració sobre l'estret es van donar a Albània sense canviar gaire respecte a l'antic acord d'Òtranto.
El 1997 i el 2004, prop de cent persones van morir intentant travessar il·legalment l'estret arran dels disturbis de 1997 a Albània i les males condicions econòmiques de la tragèdia d'Òtranto i la tragèdia de Karaburun.
El 2006, el govern albanès va imposar una moratòria als vaixells de vela de motor a tots els llacs, rius i mars d'Albània per frenar el crim organitzat. L'única exempció de la regla són els vaixells de propietat governamental, els vaixells de propietat estrangera, els vaixells de pesca i els vaixells a reacció. El 2010, la moratòria es va prorrogar fins al 2013.

## Polèmica pels aerogeneradors
El debat entorn dels aerogeneradors a la regió del canal d'Otranto, i la suposada amenaça que representen per les muntanyes d'Albània, reflecteix una disputa entre diferents perspectives sobre el desenvolupament econòmic i la conservació del paisatge. La campanya contra l'energia eòlica marina, comparada amb altres moviments com No Tap o No Tav, és interpretada com una estratègia populista que busca desacreditar una forma específica d'emprenedoria.
Els crítics esgrimeixen el possible dany paisatgístic i ambiental que podrien causar els aerogeneradors, però molts d'ells són els mateixos que han permès altres formes de degradació ambiental, com la sobreedificació costanera o la destrucció d'ecosistemes com els aiguamolls de l'Arneo. A més, s'argumenta que és poc probable que les torres eòliques, situades a una distància considerable de la costa, puguin ocultar completament les muntanyes albaneses, que són clarament visibles des de la regió de Salento.
Els defensors dels aerogeneradors assenyalen la importància de situar-los de manera estratègica per minimitzar l'impacte visual i ambiental, i argumenten que la veritable preocupació hauria de ser la qualitat dels serveis turístics a Salento, en lloc de culpar els aerogeneradors pel possible declivi del turisme. En definitiva, la controvèrsia entorn dels aerogeneradors a la regió del canal d'Òtranto posa de manifest els reptes i les tensions entre el desenvolupament econòmic i la conservació del paisatge en aquesta zona.

## Pesca d'arrossegament al Canal d'Òtranto
La FAO està immersa en negociacions per implementar un conjunt de mesures destinades a reduir l'impacte destructiu de la pesca d'arrossegament i promoure la sostenibilitat de la pesca al mar Adriàtic. Malauradament, una proposta clau que inclou la creació de la reserva protegida més gran de la Mediterrània ha estat bloquejada pel govern italià.
Durant la seva reunió anual a Atenes del 4 al 8 de novembre, la Comissió General de Pesca per a la Mediterrània (CGPM) de la FAO, que reuneix 24 països de tota la regió, tenia previst aprovar un nou pla d'acció per al Mar Adriàtic. Aquest pla té com a objectiu abordar la preocupant disminució de les poblacions de peixos demersals en aquesta zona, considerada la més explotada del món per la pesca d'arrossegament de profunditat.
Les mesures contemplades en el paquet de negociació són la reducció dels dies de pesca, una prohibició temporal de dos mesos a prop de la costa, la prohibició de l'arrossegament dins de les sis milles nàutiques, una reducció de la mida mínima de captura i l'establiment de sistemes de geolocalització obligatoris per a tots els vaixells pesquers més grans de dotze metres per facilitar els controls.
Una proposta inicial de la UE preveia la creació de la reserva protegida més gran de la Mediterrània, amb una extensió de 2.800 quilòmetres quadrats situada a les aigües internacionals de l'estret d'Òtranto, entre Itàlia i Albània. Aquesta zona és rica en espècies amenaçades i comercialment valuoses com la gamba rosa d'aigües profundes i el lluç, del qual més del quaranta per cent de les captures que arriben a les taules italianes provenen de l'Adriàtic.
Malgrat l'acord de les cooperatives i els armadors de Monopoli i Mola di Bari per restringir l'ús de les xarxes d'arrossegament, el govern italià ha vetat l'establiment d'aquest santuari marí, argumentant precipitació en la seva implementació. Aquesta decisió afecta també la reserva més petita del canó de Bari, tot i els esforços locals per promoure la sostenibilitat de la pesca a la regió.

## Repoblació de peixos a l'Adriàtic
La necessitat de repoblar les poblacions de peixos al mar Adriàtic és crítica, especialment considerant l'impacte devastador de la sobrepesca, especialment de l'arrossegament. Aquesta pràctica no només amenaça la biodiversitat de l'ecosistema adriàtic, que alberga gairebé la meitat de totes les espècies marines del Mediterrani, sinó que també posa en perill els mitjans de vida dels pescadors.
Entre el 2004 i el 2015, les captures de gamba rosa d'aigües profundes i lluç al llarg de la costa oriental d'Itàlia van caure entre un 48 i un 45 per cent respectivament. Això, tot i que es van recuperar parcialment les poblacions de gamba rosa d'aigües profundes. Les captures d'aquests peixos van generar considerables ingressos per als vaixells d'arrossegament italians, però en el mateix període es va registrar una disminució del 27 per cent dels ingressos i del 30 per cent de la capacitat del vaixell.
Els científics coincideixen en la necessitat de repoblar les poblacions de peixos per garantir la sostenibilitat a llarg termini de les activitats pesqueres. La reserva d'Òtranto és una part essencial d'aquesta estratègia de repoblació, inclosa en la xarxa d'hàbitats essencials que Medreact i altres entitats estan treballant per protegir a través de la iniciativa AdriaticRecovery.
Malgrat els beneficis evidents d'aquestes mesures de conservació, el govern italià ha posat obstacles al establiment d'aquesta reserva, argumentant preocupacions sobre la implicació dels operadors i la manca d'avaluacions socioeconòmiques adequades. Tot i això, la recerca i l'experiència d'altres zones protegides, com la depressió de Pomo, ofereixen evidència dels beneficis duradors de la repoblació de les poblacions de peixos.
En definitiva, tot i les dificultats polítiques i econòmiques associades, és essencial que es prenguin mesures immediates per protegir i repoblar les poblacions de peixos al mar Adriàtic, assegurant així un futur sostenible per a les comunitats pesqueres i l'ecosistema marí en general.